# ميت سلسيل
مِيِـت سَلسِيِل مدينة بـمحافظة الدقهلية وقاعدة مركز ميت سلسيل.

## التاريخ
هي قرية قديمة اسمها الأصلي منية بني سلسيل وذكرت باسم منية ابن سلسيل في تحفة الإرشاد في أسماء البلاد وفي قوانين الدواوين من أعمال الدقهلية وذكرت في كتاب باسم منية ابن كسيل. ذكرت في العهد العثماني باسم منية سلسيل ثم حرف اسمها من منية إلى ميت وبه وردت في تاريخ 1228هـ/1813م الذي عدّ قرى مصر بعد المسح الذي قام به محمد علي باشا. عندما أنشئ مركز المنزلة سنة 1929 ضمت إليه فصلًا عن مركز دكرنس ثم حولت إلى المدينة في 3 فبراير 1991 وأنشئ لها مركز منفصل في 24 مايو 1995.

## الجغرافيا والاقتصاد

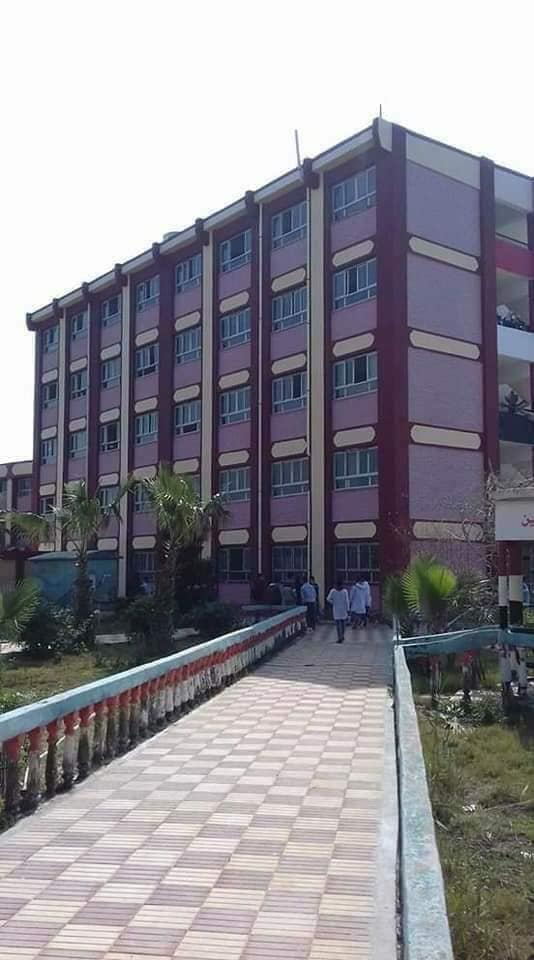
مدرسة جاد عبد النبي من الخلف

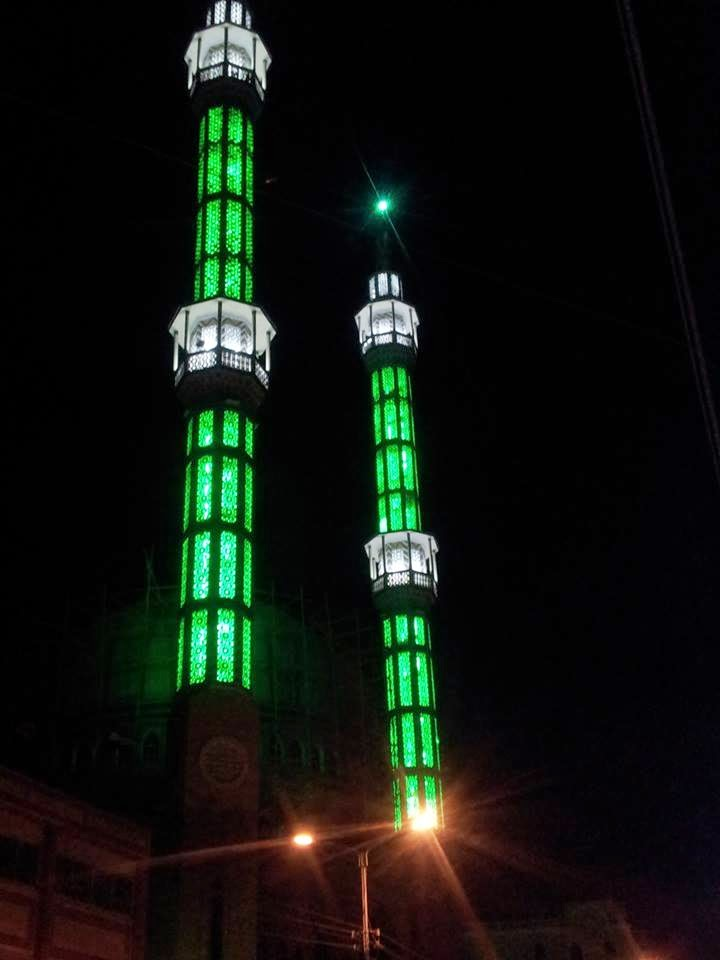
مئذنتي مسجد المحطة

تقع المدينة في منتصف مركزها يحدها من الشمال ترعة البحر الصغير ومن الشرق ترعة الجوابر والترعة المستجدة من الغرب وخط حديد المنصورة المنزلة من الجنوب. مساحة كردون المدينة حوالي 400 فدان المبني منها 306 فدان والباقي أراض زراعية تتبع المدينة.

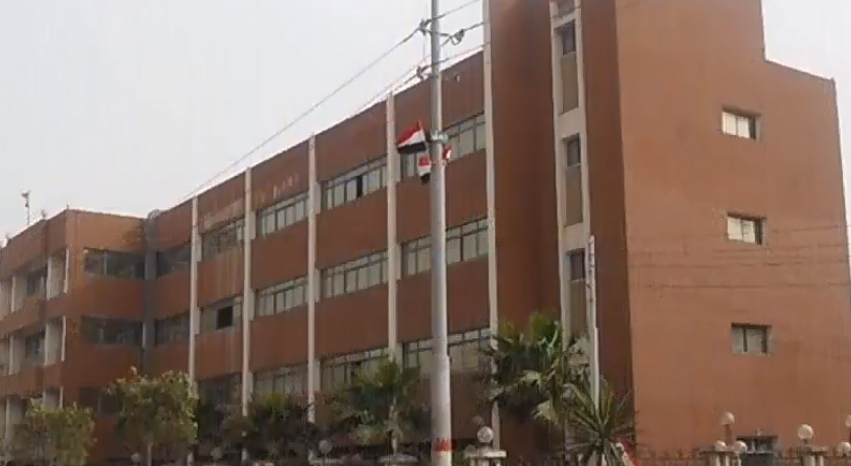
مستشفى المدينة الوحيد

يطلق أهل مدينة أسماء غير رسمية لبعض مناطقها مثل حي الزهور وسكة القطار والبهلول والمهندسين والسلطان والأديب وسيدي مجاهد والسوق. تعاني المدينة من النمو العشوائي دون تخطيط بالأخص على الأرضي الزراعية وقلة توافر المنشأت الخدمية والحكومية وانعدامها في بعض مناطق المدينة وسوء رصف طرقها.

الزراعة وتربية الحيوانات هي عماد اقتصاد المدينة كما يوجد بها مصانع للأسلاك والأكياس البلاستيك والحدادة ومعامل للألبان. لكن أهمية الزراعة في انخفاض من الوقت لصالح القطاع التجاري النامي.

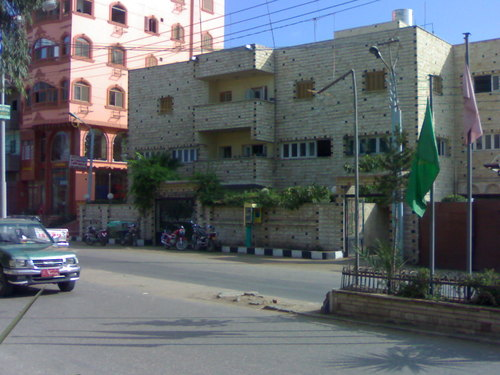
مركز المدينة

## السكان
بلغ عدد سكان المدينة 49,188 نسمة في تقدير يوليو 2024 منهم 24,286 ذكر و24,902 أنثى. يلاحظ ارتفاع عدد سكان المدينة بشكل كبير نسبيًا في الفترة من 1960 و1976 ويرجع ذلك للهجرة إليها من منطقة القناة وبورسعيد بعد العدوان الثلاثي، وما تلاها من الزمن حتى الآن كان التطور العمراني والسكاني فيه أقل من تلك الفترة.
| السنة | عدد السكان | السنة | عدد السكان |
| ----- | ---------- | ----- | ---------- |
| 1882  | 2642       | 1986  | 24,212     |
| 1897  | 3525       | 1996  | 29,773     |
| 1927  | 6043       | 2006  | 35,626     |
| 1947  | 10,507     | 2017  | 42,094     |
| 1960  | 14,005     | 2024  | 49,188     |
| 1976  | 20,868     |       |            |